# 恩智北町
恩智北町（おんぢきたまち）は、大阪府八尾市の地名。現行行政地名は恩智北町一丁目から恩智北町四丁目。住居表示は未実施。
広義の恩智地区（旧大字恩智）は昭和56年（1981年）の町名地番改正時に恩智北町、恩智中町、恩智南町、大字恩智に細分された。恩智北町は平地寄りのいちばん北側に当たる。

## 歴史
令制国一覧 > 畿内 > 河内国 > 高安郡 > 恩智村ほか

## 地理
1960年代以降に徐々に宅地化していった地域であり、現在も田畑が点在している。小・中学校はこの地区に所在する。
大阪外環状線沿いは商業地となっている。

## 世帯数と人口
2020年（令和2年）3月31日現在（八尾市発表）の世帯数と人口は以下の通りである。
| 丁目           | 世帯数    | 人口    |
| -------------- | --------- | ------- |
| 恩智北町一丁目 | 430世帯   | 818人   |
| 恩智北町二丁目 | 436世帯   | 957人   |
| 恩智北町三丁目 | 228世帯   | 589人   |
| 恩智北町四丁目 | 478世帯   | 1,129人 |
| 計             | 1,572世帯 | 3,493人 |

### 人口の変遷
国勢調査による人口の推移。
| 1995年（平成7年）  | 3,620人 | [ 5 ] |  |
| 2000年（平成12年） | 3,721人 | [ 6 ] |  |
| 2005年（平成17年） | 3,540人 | [ 7 ] |  |
| 2010年（平成22年） | 3,600人 | [ 8 ] |  |
| 2015年（平成27年） | 3,373人 | [ 9 ] |  |

### 世帯数の変遷
国勢調査による世帯数の推移。
| 1995年（平成7年）  | 1,181世帯 | [ 5 ] |  |
| 2000年（平成12年） | 1,279世帯 | [ 6 ] |  |
| 2005年（平成17年） | 1,300世帯 | [ 7 ] |  |
| 2010年（平成22年） | 1,385世帯 | [ 8 ] |  |
| 2015年（平成27年） | 1,324世帯 | [ 9 ] |  |

## 学区
市立小・中学校に通う場合、学区は以下の通りとなる（2020年5月時点）。
| 丁目           | 番                                 | 小学校               | 中学校               |
| -------------- | ---------------------------------- | -------------------- | -------------------- |
| 恩智北町一丁目 | 88番地 102番地 119～377番地        | 八尾市立刑部小学校   | 八尾市立曙川南中学校 |
| 恩智北町一丁目 | 1～87番地 89～101番地 103～118番地 | 八尾市立南高安小学校 | 八尾市立南高安中学校 |
| 恩智北町二丁目 | 全域                               | 八尾市立南高安小学校 | 八尾市立南高安中学校 |
| 恩智北町三丁目 | 全域                               | 八尾市立南高安小学校 | 八尾市立南高安中学校 |
| 恩智北町四丁目 | 全域                               | 八尾市立南高安小学校 | 八尾市立南高安中学校 |

## 事業所
2016年（平成28年）現在の経済センサス調査による事業所数と従業員数は以下の通りである。
| 丁目           | 事業所数 | 従業員数 |
| -------------- | -------- | -------- |
| 恩智北町一丁目 | 19事業所 | 157人    |
| 恩智北町二丁目 | 10事業所 | 34人     |
| 恩智北町三丁目 | 5事業所  | 25人     |
| 恩智北町四丁目 | 8事業所  | 46人     |
| 計             | 42事業所 | 262人    |

## 施設
- 南高安中学校
- 南高安小学校

## 交通

### 主要道路
- 国道170号線（大阪外環状線、東高野街道）
- 南高安第118号線 （垣内南交差点 - 南高安中学校東交差点）

### 鉄道
- 近鉄大阪線 恩智駅（恩智中町1丁目）が最寄り。

## その他

### 日本郵便
- 郵便番号 : 581-0882[2]（集配局：八尾郵便局[14]）。